# Motti Lewi
Motti Lewi – izraelski goalballista, uczestnik Letnich Igrzysk Paraolimpijskich 1988.
Na igrzyskach, reprezentował swój kraj w goalballu. Jego reprezentacja zajęła siódme miejsce.